# Compression « Ricard »
Compression « Ricard » est une sculpture réalisée par César en 1962. Il s'agit d'une automobile compactée par une presse américaine. Elle est conservée au musée national d'Art moderne, à Paris.